# John Thomas Scopes

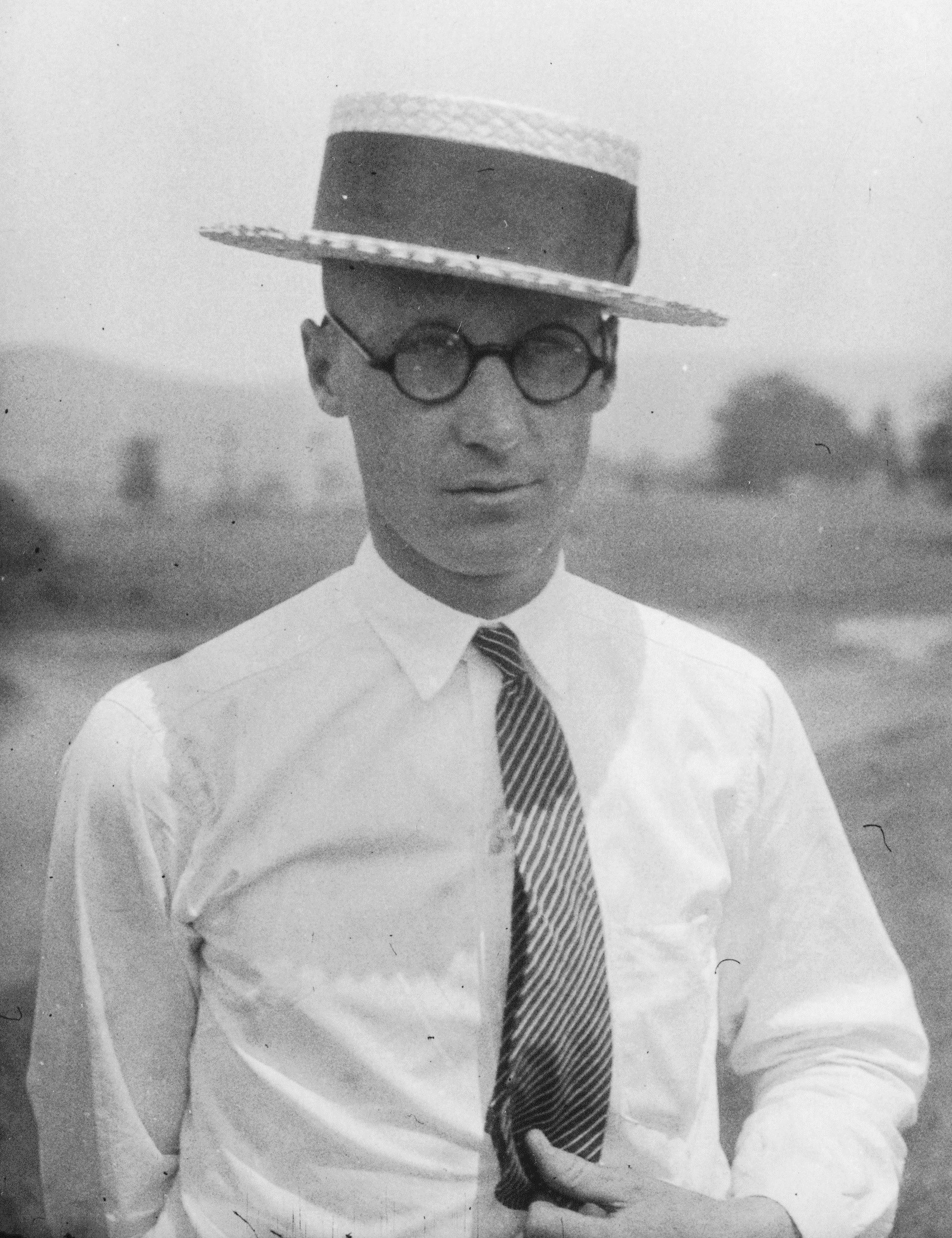
John T. Scopes (1925)

John Thomas Scopes (* 3. August 1900 in Paducah, Kentucky; † 21. Oktober 1970 in Shreveport, Louisiana) war ursprünglich ein US-amerikanischer Lehrer. Bekannt wurde er 1925 durch den sogenannten Affenprozess, nachdem er sich in Tennessee über ein Verbot der Evolutionstheorie im Schulunterricht hinweggesetzt hatte.

## Leben
John Scopes war Biologielehrer an einer Highschool in Dayton, Tennessee. Damals verbreitete Vorurteile gegenüber der Evolutionstheorie Darwins und die Vormachtstellung fundamentalchristlicher Politiker hatten 1925 zum Butler Act geführt, einem Gesetz, das es in Tennessee verbot, die Evolutionstheorie zu unterrichten. Bestärkt durch Bürgerrechtler hielt Scopes kurz nach dem Inkrafttreten des Gesetzes eine Unterrichtsstunde ab, in der er seinen Schülern die Evolutionstheorie erklärte. Dabei setzte er in geschickter Weise ein Lehrbuch der Biologie ein, dessen Gebrauch von den Behörden noch nicht verboten worden war. Mit seinem Einverständnis wurde Scopes in Absprache mit örtlichen Geschäftsleuten angezeigt, um über ein prominentes Strafverfahren in Dayton die lokale Wirtschaft zu stärken.
Der damals 24-jährige Scopes wurde im Sommer 1925 angeklagt, gegen das genannte Gesetz verstoßen zu haben. Es kam zu jenem Prozess, der als Affenprozess in die Geschichte der USA einging. An dessen Ende stand zwar die Verurteilung Scopes’ zur Mindestbuße in Höhe von 100 US-Dollar (inflationsbereinigt nach heutigem Geldwert 2025 etwa 
1.790 US-Dollar), jedoch wurde er kurz danach wegen eines Formfehlers freigesprochen. Der eigentliche Prozess offenbarte die Lächerlichkeit des Gesetzes und der Argumente der Anklage. Er machte die Evolutionstheorie erst einer breiten Bevölkerung bekannt. So konnten Vorurteile ihr gegenüber letztlich abgebaut werden, und weite Teile der Bevölkerung unterstützten Scopes.
Begleitet wurde der Prozess von einem tiefen Streit zwischen Fundamentalchristen wie dem Populisten William Jennings Bryan auf der einen Seite und einer Front aus Wissenschaftlern und der American Civil Liberties Union, allen voran Clarence Darrow, auf der anderen Seite.
Nach Ende des Prozesses machte Scopes an der University of Chicago einen Abschluss in Geologie, arbeitete später in den USA und Venezuela in der Ölbranche. Seine Erinnerungen hat Scopes in einer Autobiografie festgehalten, die 1967 veröffentlicht wurde. Er starb 1970 im Alter von 70 Jahren an Krebs.

## Werk
Rückblickend stellt der Affenprozess einen bedeutenden Meilenstein für die Befreiung der USA von überkommenen ideologischen Standpunkten und somit einen Baustein im Übergang zur Moderne dar. Der Prozess schwächte die Bewegung der radikalen Evolutionskritiker, die als Kreationisten bezeichnet werden, nachhaltig.
Allerdings erlebte diese später durchaus finanzkräftige Bewegung im Zuge des Neokonservatismus in den USA zum Ende des 20. Jahrhunderts und darüber hinaus einen neuerlichen Aufwind und fand auch Unterstützung in den US-Präsidenten Ronald Reagan und George W. Bush. Unterdessen fanden sich immer mehr Beweise für die Manifestation der Evolutionstheorie als eine der bedeutendsten Theorien der Naturwissenschaften.

## Theater und Film
Jerome Lawrence und Robert Edwin Lee verarbeiteten das Gerichtsverfahren gegen Scopes aus dem Jahre 1925 zu einem Bühnenstück. Darauf basierend drehte Stanley Kramer 1960 seinen Film Wer den Wind sät mit Spencer Tracy, Fredric March und Gene Kelly in den Hauptrollen.

## Veröffentlichungen
- John T. Scopes u. a.: Center of the Storm - Memoirs of John T. Scopes. Holt, Rinehart and Winston, New York 1967, ISBN 0-03-060340-4. (books.google.de)